# Aioun el Atrouss
Aioun el Atrouss is een stad in Mauritanië en is de hoofdplaats van de regio Hodh El Gharbi.
Aioun el Atrouss telt naar schatting 25.000 inwoners.

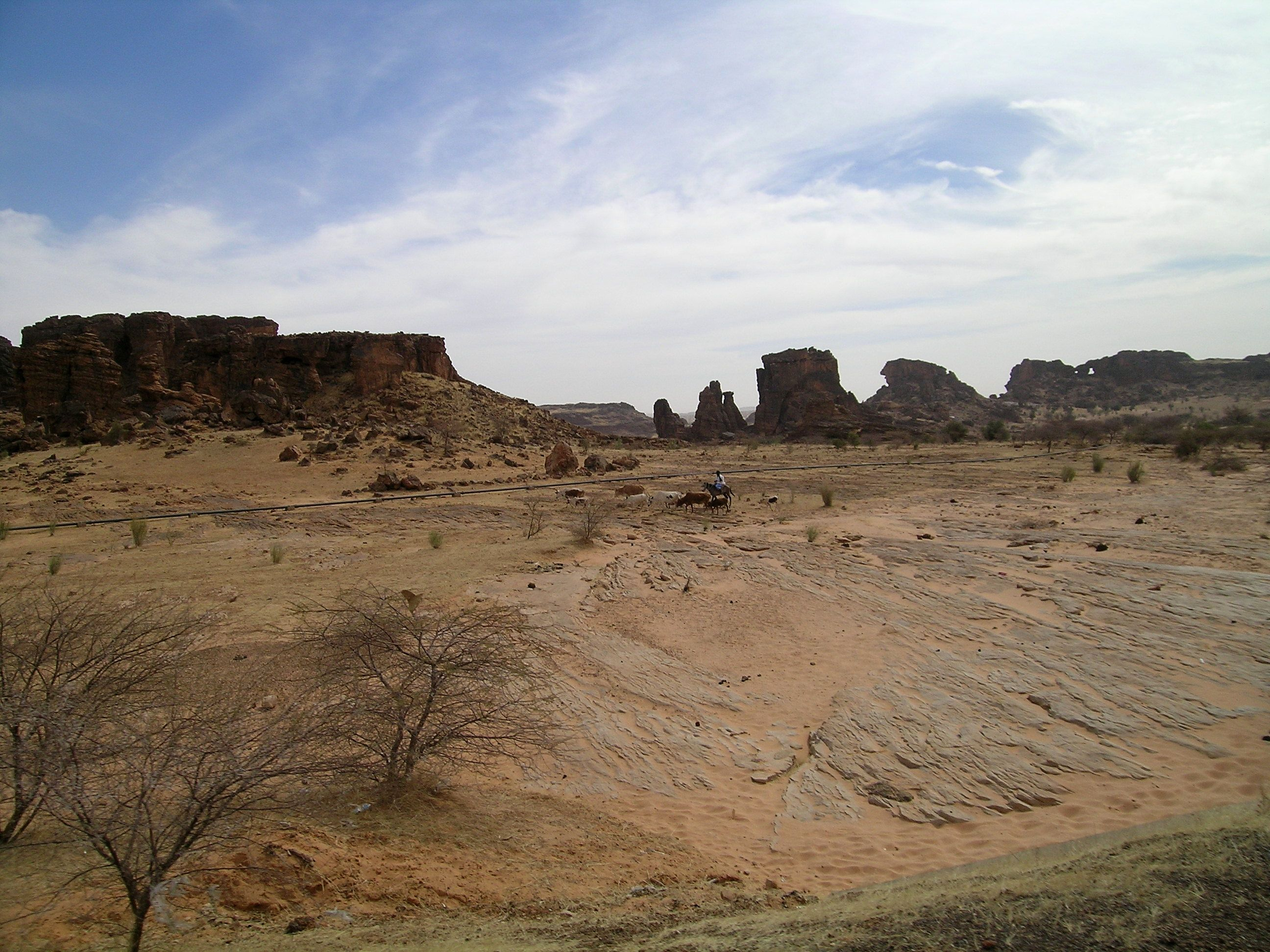
Omgeving van Aioun el Atrouss